# 琴震鎬
琴 震鎬（クム・ジノ〈クム・ジンホ〉、朝鮮語: 금진호、1932年1月20日 - 2024年8月21日）は、韓国の政治家、元陸軍軍人、官僚。第31代商工部長官、第14代国会議員。号は南薫（ナムン、남훈）。本貫は奉化琴氏、キリスト教徒。
金復東は妻の兄、盧泰愚の妻・金玉淑は妻の姉、元政務長官・国会議員の朴哲彦は妻の従兄弟である。

## 経歴
日本統治時代の慶尚北道奉化郡に生まれた。ソウル大学校法科大学、行政大学院卒。南カリフォルニア大学行政大学院修了。1956年に大韓民国陸軍大尉として軍生活を終えた後は経済官僚となり、商工部中小企業局長・繊維工業局長・工業企画局長・鉱務局長、動力資源部石炭局長を歴任した。
全斗煥大統領時代に政界入りし、第10代国務総理秘書室長、第27代商工部次官、第31代商工部長官、民主自由党所属の第14代国会議員を務めた。他に初代韓国消費者保護院院長、韓国貿易協会常任顧問、韓・豪財団理事長、国際退渓学会会長・理事長、国際貿易経営研究所会長、韓米ワイズマン会事務総長を歴任した。
2024年8月21日に死去。享年92。